# International Frequency Registration Board
Das International Frequency Registration Board (IFRB, Internationaler Ausschuss für Frequenzregistrierung) war eines von vier ständigen Organen der Internationalen Fernmeldeunion (ITU) mit Sitz im ITU-Hauptquartier in Genf. Die andern ständigen Organe waren:
- das Generalsekretariat,
- der Internationale Beratende Ausschuss für den Funkdienst (CCIR)
- der Internationale Beratende Ausschuss für den Telegrafen- und Telefondienst (CCITT)

Im Rahmen der ITU-Reorganisation, im Jahre 1992, wurde der IFRB umbenannt in Radio Regulations Board (RRB) und dem ITU Radiocommunication Sector (ITU-R Sector) zugeordnet.
Der IFRB bestand aus fünf unabhängigen Mitgliedern, die von der Konferenz der Regierungsbevollmächtigten gewählt wurden. Diese Mitglieder wurden unter den von den Mitgliedern der Union vorgeschlagenen Kandidaten in der Weise ausgewählt, dass eine gerechte Verteilung der Sitze auf die Regionen der Erde gewährleistet war. Jedes Mitglied der Union durfte nur einen einzigen Kandidaten vorschlagen, der Staatsangehöriger des betreffenden Landes sein musste.

## Aufgaben
Die nachstehenden Darstellungen sind in Anlehnung an die autorisierte deutschsprachige Übersetzung aus den ITU-Sprachen in der Präsenz-Zeitform der Originalfassung gehalten.
Der IFRB hat im Wesentlichen folgende Aufgaben:
- Er trägt die von den verschiedenen Ländern vorgenommenen Frequenzzuteilungen systematisch ein (und zwar in das – Master Internationale Frequency Register (MIFR))[4] und registriert sie systematisch nach dem in der Vollzugsordnung für den Funkdienst (VO Funk) vorgesehenen Verfahren und gegebenenfalls nach den Beschlüssen der zuständigen Konferenzen der Union, um ihre internationale Anerkennung sicherzustellen.

- Er registriert unter den denselben Bedingungen und zu demselben Zweck systematisch die Positionen, welche die Länder den geostationären Satelliten zuteilen.

- Er berät unter Berücksichtigung der Bedürfnisse der um Hilfe ersuchenden Mitglieder, der besonderen Bedürfnisse der Entwicklungsländer sowie der besonderen geographischen Lage bestimmter Länder der Union mit dem Ziel, in denjenigen Teilen des Funkfrequenzspektrums, in denen schädliche Störungen auftreten können, den Betrieb einer möglichst großen Anzahl von Funkkanälen und die gerechte, wirksame und wirtschaftliche Nutzung der Umlaufbahn der geostationären Satelliten, zu gewährleisten.

- Er erledigt, nach den in der VO Funk vorgesehenen Verfahren, aller zusätzlichen Aufgaben, die mit der Zuteilung und Benutzung der Frequenzen und der gerechten Nutzung der Umlaufbahn der geostationären Satelliten zusammenhängen und die ihm von einer zuständigen Konferenz der Union oder, mit Zustimmung der Mitglieder der Union, vom Verwaltungsrat zur Vorbereitung einer solchen Konferenz oder die Ausführung ihrer Beschlüsse vorgeschrieben werden.

- Er leistet Hilfe bei der Vorbereitung und Organisation von Funkkonferenzen, wobei er erforderlichenfalls die anderen ständigen Organe der Union befragt; unter Berücksichtigung aller Richtlinien des Verwaltungsrats für die Durchführung dieser Vorbereitungen unterstützt der Ausschuss auch die Entwicklungsländer bei den Vorbereitungen zu diesen Konferenzen.

- Er bringt die für seine Tätigkeit unbedingt erforderlichen Unterlagen laufend auf den neuesten Stand.